# Xã De Witt, Quận Perkins, South Dakota
Xã De Witt (tiếng Anh: De Witt Township) là một xã thuộc quận Perkins, tiểu bang Nam Dakota, Hoa Kỳ. Năm 2010, dân số của xã này là 42 người.